# نامونا (آلتينقال)
نامونا هي بلدة في مقاطعة آلتينقال في ولاية أنديجان في أوزبكستان.